# Silesia Beach Soccer
Silesia Beach Soccer (w polskich rozgrywkach Silesia Milenium BSC) – polski klub piłki nożnej plażowej, założony w 2014. Mistrz Anglii z 2016, uczestnik Euro Winners Cup w 2017.

## Historia
Klub został stworzony przez Dariusza Gołębiowskiego na potrzeby udziału w zimowym turnieju Prague Beach Soccer Tournament w 2014 oraz 2015. Na potrzeby wystąpienia na Mistrzostwach Anglii, pierwszą oficjalną siedzibą klubu było miasto Bedford.
W sezonie 2017 nastąpiło połączenie drużyny z Beckerareną Warszawa pod nazwą Silesia Firtech Becpak Warszawa co umożliwiło grę drużyny w polskich rozgrywkach pod kuratelą Polskiego Związku Piłki Nożnej.
W sezonie 2018 nastąpiło połączenie drużyny z UKS Milenium Gliwice pod nazwą Silesia Milenium BSC. W związku z wycofaniem Grembacha Łódź wakat w lidze Ekstraklasy przejęła drużyna Silesii.

## Wyniki

### 2014
- Prague Beach Soccer Tournament 2014 – faza grupowa

### 2015
- Prague Beach Soccer Tournament 2015 – IV miejsce

### 2016
- Milenium Beach Soccer Cup 2016 – ćwierćfinał
- Mistrzostwa Anglii w piłce nożnej plażowej 2016 – I miejsce

### 2017
- Euro Winners Cup 2017 – faza grupowa
- Mistrzostwa Anglii w piłce nożnej plażowej 2017 – II miejsce
- turniej towarzyski w Raamsdonkveer – III miejsce[2]
- Mar Menor Beach Soccer Cup 2017 – brak danych

### 2018
- Varna International Beach Soccer Cup – IV miejsce

## Udział w oficjalnych rozgrywkach

### Mistrzostwa Anglii
| Sezon | Runda             | Typ rundy      | Rywal               | Wynik          | Źródło |
| ----- | ----------------- | -------------- | ------------------- | -------------- | ------ |
| 2016  | turniej finałowy  | każdy z każdym | Eastleigh Spitfires | 2:2, rz.k. 0:2 | [ 3 ]  |
| 2016  | turniej finałowy  | każdy z każdym | WKR Santos          | 3:1            | [ 3 ]  |
| 2016  | turniej finałowy  | każdy z każdym | Pompey BSC          | 2:1            | [ 3 ]  |
| 2016  | turniej finałowy  | każdy z każdym | Arsenal F.C.        | 3:2            | [ 3 ]  |
| 2016  | turniej finałowy  | każdy z każdym | Sandown Sociedad    | 4:2            | [ 3 ]  |
| 2017  | 1. turniej ligowy | liga           | Sandy Soccer BSC    | 4:1            | [ 4 ]  |
| 2017  | 1. turniej ligowy | liga           | Isle of Wight       | 6:8            | [ 4 ]  |
| 2017  | 2. turniej ligowy | liga           | Isle of Wight       | 6:3            | [ 5 ]  |
| 2017  | 2. turniej ligowy | liga           | Arsenal F.C.        | 1:4            | [ 5 ]  |
| 2017  | 3. turniej ligowy | liga           | Arsenal F.C.        | 4:5            | [ 6 ]  |
| 2017  | 3. turniej ligowy | liga           | Eastleigh Spitfires | 3:2            | [ 6 ]  |
| 2017  | 5. turniej ligowy | liga           | Eastleigh Spitfires | 3:0 vo.        | [ 7 ]  |
| 2017  | 5. turniej ligowy | liga           | Portsmouth BSC      | 1:2            | [ 7 ]  |
| 2017  | 5. turniej ligowy | liga           | Portsmouth BSC      | 12:7           | [ 7 ]  |
| 2017  | turniej finałowy  | półfinał       | Isle of Wight       | 7:7, pd. 1:0   | [ 8 ]  |
| 2017  | turniej finałowy  | finał          | Arsenal F.C.        | 2:7            | [ 8 ]  |

### Euro Winners Cup
| Sezon | Runda        | Rywal         | Wynik | Źródło |
| ----- | ------------ | ------------- | ----- | ------ |
| 2017  | faza grupowa | Arman         | 4:7   | [ 9 ]  |
| 2017  | faza grupowa | S.S. Lazio    | 5:4   | [ 9 ]  |
| 2017  | faza grupowa | Dinamo Batumi | 2:7   | [ 9 ]  |

### Mistrzostwa Polski
| Sezon | Rozgrywki ligowe | Rozgrywki ligowe          | Rozgrywki ligowe | Puchar Polski | Uwagi                         |
| Sezon | Liga             | Liga                      | Miejsce          | Puchar Polski | Uwagi                         |
| ----- | ---------------- | ------------------------- | ---------------- | ------------- | ----------------------------- |
| 2017  | II               | I liga (grupa południowa) | 2/4              | faza grupowa  | Fuzja z Beckerarena Warszawa. |
| 2017  | turniej barażowy | turniej barażowy          | półfinał         | faza grupowa  | Fuzja z Beckerarena Warszawa. |
| 2018  | I                | Ekstraklasa               |                  | 5. miejsce    | Fuzja z UKS Milenium Gliwice. |